# حديقة زكي الأرسوزي
حديقة زكي الأرسوزي هي حديقة جميلة تقع في حي المزرعة في وسط دمشق وتقع إلى الخلف من مصرف سورية المركزي ،وأهم معلم فيها هو تمثال المفكر زكي الأرسوزي الموجود في منتصف الحديقة.
وتتميز بكثرة زوارها وأشجارها.